# Platonia insignis
Espèce
Platonia insignis, appelé parcouri en Guyane, est une espèce de plantes à fleurs de la famille  des Clusiaceae. C'est un arbre tropical qui se développe dans les forêts primaires en terrains sains. C'est une essence de demi-lumière à régénération abondante, son aire géographique s'étend des Guyanes au Brésil, dans tout le bassin amazonien.

## Liste des variétés
Selon Tropicos (11 septembre 2013) (Attention liste brute contenant possiblement des synonymes) :
- variété Platonia insignis var. formosa R.E. Schultes
- variété Platonia insignis var. insignis